# Long, Long Time
"Long, Long Time" es el tercer episodio de la primera temporada de la serie de televisión de drama postapocalíptico estadounidense The Last of Us. El episodio fue escrito por el cocreador de la serie Craig Mazin y dirigido por Peter Hoar. Se emitió en HBO el 29 de enero de 2023. En este episodio, Joel (Pedro Pascal) y Ellie (Bella Ramsey) viajan a Lincoln, Massachusetts, para encontrar a Bill (Nick Offerman). Los flashbacks siguen a Bill durante veinte años mientras sobrevive en su ciudad y conoce a su compañero Frank (Murray Bartlett). El título del episodio está tomado de la canción de 1970 de Linda Ronstadt, que juega un papel importante en la relación de Bill y Frank.
Mazin quería ampliar la historia de Bill del videojuego; sintió que permitía una mirada más profunda al amor, la felicidad y el paso del tiempo. La filmación del episodio tuvo lugar en la antigua zona de Beachwood de High River, Alberta, en septiembre de 2021; el diseñador de producción John Paino y su equipo construyeron la ciudad de Lincoln en alrededor de seis a doce semanas. Los críticos consideraron abrumadoramente que este episodio fue el mejor de la temporada, y las actuaciones de Offerman y Bartlett, la escritura de Mazin y la dirección de Hoar recibieron elogios especiales. Fue visto por 6.4 millones de espectadores en su primer día. El episodio recibió varios premios, incluido el Hoar a la dirección destacada en los premios del Sindicato de Directores de Estados Unidos y el Offerman a mejor actor invitado en los premios Emmy de las Artes Creativas, para los que Bartlett también fue nominado.

## Trama
Viajando a pie a Lincoln, Massachusetts, Joel busca sus provisiones escondidas mientras Ellie entra al sótano y apuñala hasta la muerte a un infectado atrapado. Al encontrarse con una pila de esqueletos humanos, Joel explica que los militares sacrificaron a algunos sobrevivientes para conservar comida y espacio vital.
Veinte años antes, en Lincoln, Bill supervisa la evacuación desde su búnker subterráneo después del brote. Saquea negocios abandonados en busca de suministros y materiales para construir un generador, una cerca eléctrica y trampas. Cuatro años después, conoce a Frank, quien negocia con él una comida caliente, una ducha y ropa limpia. Él y Bill tocan "Long Long Time" en el piano. Él deduce que Bill nunca ha tenido una pareja romántica. Frank lo besa y duermen juntos. Tres años después, Frank invita a Tess y Joel a establecer una operación de contrabando. Joel convence al misántropo Bill de aceptar el plan de Frank señalándole deficiencias en las defensas de la ciudad que pueden ayudar a solucionar. Más tarde, los asaltantes intentan infiltrarse en la ciudad, hiriendo a Bill antes de ser repelidos por sus defensas.
Diez años después, Bill y Frank son ancianos, con una enfermedad degenerativa que deja a Frank con movilidad limitada; le pide a Bill que lo ayude a morir. Bill lleva a Frank a vestirse con trajes nuevos y se casan en su sala de estar. Después de la cena, Bill coloca una dosis letal de pastillas para dormir en el vino de Frank y revela que también le puso algo a su propia bebida, admitiendo que no desea vivir sin Frank. Tras la comida, se retiran a su habitación.
Varias semanas después, Joel y Ellie llegan a Lincoln. Ellie encuentra una carta de Bill dirigida a Joel, dejándole su camioneta, armas y todos los suministros que necesita. Bill describe cómo cuidar y proteger a Frank le dio un propósito, y afirma que tanto él como Joel tienen la misión de salvar y proteger a los dignos. Cuando Joel descubre que Bill se refería a Tess, se emociona. Él y Ellie acuerdan tomar la camioneta de Bill y viajar a Wyoming para encontrar a Tommy, quien podría ayudar a transportar a Ellie a las Luciérnagas. Joel establece nuevas reglas para Ellie: ninguno de los dos debe dirigirse a Tess ni a sus historias; Ellie debe mantener su condición en secreto; y tiene que seguir las órdenes de Joel. Hacen acopio del escondite de Bill; sin que Joel lo sepa, Ellie encuentra un arma y la esconde en su mochila. Los dos se marchan con la canción "Long Long Time" sonando en un casete.

## Producción

### Concepción y escritura

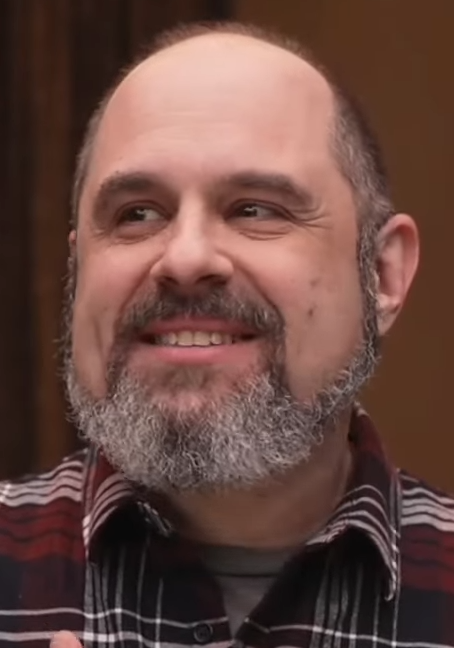
El episodio fue escrito por el cocreador de la serie, Craig Mazin.

"Long, Long Time" fue escrita por el cocreador de la serie Craig Mazin, y dirigida por Peter Hoar. El Sindicato de Directores de Canadá reveló que Hoar fue asignado para dirigir un episodio en julio de 2021.  Hoar había jugado The Last of Us (2013), el videojuego en el que se basa la serie, pero no a su secuela The Last of Us Part II (2020). "Soñó con ser parte" de la serie después de que se anunció, y la productora ejecutiva Rose Lam lo contactó para dirigir un episodio. Rotten Tomatoes reveló el título del episodio en diciembre de 2022.  Mazin quería que el episodio fuera "un descanso del miedo" de los episodios anteriores, explorando la esperanza sin la amenaza constante del peligro. Mazin trazó un mapa del área de Bill e investigó cuánto duraría el gas natural en su instalación. Su guion original era "bastante más largo" que el episodio final.  La versión original de Hoar duraba alrededor de 77 minutos; la redujo a 72, pero Mazin insistió en que volvieran a insertar algunos elementos, lo que dio como resultado la duración final de 75 minutos. Hoar consideró que un episodio de 59 minutos habría fracasado. Deadline publicó el guion de Mazin en mayo de 2023, considerándolo entre los diez mejores episodios de drama del año.
Mazin se acercó al cocreador de la serie, Neil Druckmann, quien escribió y codirigió el videojuego, con la idea de expandir la historia de Bill y Frank de los juegos; sintió que la inclusión de Bill en el juego estaba construida en torno a la jugabilidad, mientras que la serie de televisión permitiría una mirada más profunda al personaje. Druckmann lo aprobó porque sintió que mejoraba la narrativa general de la serie; consideró que una relación positiva era una inclusión inteligente ya que la serie ya presentaba varios ejemplos de resultados oscuros. Consideró que la versión de los hechos del juego (en la que Bill salva la vida de Joel en el presente y Frank ya está muerto) habría sido demasiado aburrida como episodio de televisión sin la participación del jugador, y asimismo la historia del programa carecía de las secuencias de acción necesarias para el juego.  A Mazin le gustaba poder demostrar el paso del tiempo y los acontecimientos ocurridos durante los primeros 20 años del brote, algo que no aparecía en los juegos. Consideró el episodio como una oportunidad para demostrar que la felicidad y la paz aún se pueden lograr; quería que el episodio explorara la dicotomía de amar a alguien (un tema recurrente en la serie) y cómo el amor se manifiesta en el post-apocalipsis.
El episodio evita intencionalmente especificar la enfermedad degenerativa de Frank; Mazin dijo que era esclerosis múltiple o ELA temprana.  Una de las líneas de Bill —"Este no es el suicidio trágico al final de la obra"— estuvo inspirada en la obra de Mart Crowley The Boys in the Band (1968); Mazin quería evitar el tropo de equiparar la homosexualidad con la tragedia.  La toma final de la ventana abierta era una referencia a la pantalla de título del juego. Mazin y Druckmann habían imaginado que la página de HBO Max de cada episodio se abriera en una toma de ventana única antes de que comenzara el episodio, similar a una pantalla de título, y la toma final se enmarcó para que coincidiera con esto; si bien la idea se descartó más tarde, la toma permaneció en el episodio. Mazin sintió que implicaba promesa y pérdida, al tiempo que significaba que Bill y Frank estaban en paz el uno con el otro.  Hoar sintió que el disparo permitió un último momento con Bill y Frank. Murray Bartlett (que interpreta a Frank) lo consideró romántico y Nick Offerman (Bill) lo encontró emotivo; Mazin lo consideró un final feliz. Druckmann consideró la nota de suicidio de Bill como un recordatorio del fracaso de Joel al proteger a su hija Sarah y a su compañera Tess en los dos episodios anteriores.

### Reparto y personajes
La elección de Bartlett y Con O'Neill como Frank y Bill se anunció el 15 de julio de 2021. Bartlett no estaba familiarizado con el material original, pero se sintió atraído por el programa después de leer el guion. Investigó el juego después de recibir el papel y lo encontró cinematográfico, citando los personajes, la narrativa y los temas. Según Mazin, los productores lloraron durante la audición de Bartlett.  Druckmann esperaba que algunos fanáticos se molestaran por la inclusión de Frank en el programa debido a la divergencia con la narrativa del juego.  El 5 de diciembre, Bartlett afirmó que Nick Offerman aparecería en el programa en un papel cercano al suyo; dos días después, se anunció que Offerman interpretaría a Bill, reemplazando a O'Neill, quien se vio obligado a abandonar debido a conflictos de programación con Our Flag Means Death. Mazin quería que hombres homosexuales interpretaran a Frank y Bill, pero después de la partida de O'Neill, se sintió atraído a elegir a Offerman por sugerencia de la productora ejecutiva Carolyn Strauss. 
Mazin se sintió inspirado para elegir a un actor cómico como Offerman porque "la gente divertida tiene alma", un mantra que aprendió de Vince Gilligan, citando actuaciones como las de Bryan Cranston en Breaking Bad y Bob Odenkirk en Better Call Saul. Un conflicto de agenda originalmente impidió que Offerman aceptara el papel, pero decidió aceptarlo después de que su esposa Megan Mullally leyera el guion;  se sintió apegado al material y encontró un parentesco con Bill debido a su experiencia en la creación. Hoar, el productor ejecutivo Evan Wells y la coproductora ejecutiva Jacqueline Lesko se reunieron con Offerman y Bartlett y cenaron antes de la producción para comprender mejor a los personajes.  Offerman estaba bien afeitado y tenía el pelo corto cuando comenzó a trabajar en el programa; el equipo de producción decidió agregarle cabello largo y barba para demostrar la incapacidad de Bill para expresarse.  La primera línea de Bill en el episodio: "Hoy no, malditos con botas militares del Nuevo Orden Mundial", fue escrita originalmente como una descripción, pero Offerman insistió en decirla en voz alta. Offerman seleccionó algunos de los libros y vídeos para colocarlos en el área de entretenimiento de Bill. 
Un entrenador de canto ayudó a Offerman y Bartlett a prepararse para las presentaciones de piano; a Bartlett le entrenaron específicamente para cantar peor. Offerman ensayó la canción con Mullally, que también es cantante. El director de fotografía Eben Bolter recordó haber visto las manos de Offerman temblar entre las tomas de la actuación.  Mazin y Offerman, ambos heterosexuales, buscaron el consejo y la aprobación de los hombres homosexuales involucrados en la producción, incluidos Bartlett, Hoar, el editor Timothy A. Good y el gerente de producción de la unidad Cecil O'Connor. Mazin finalmente consideró que su edad era más importante que su sexualidad, ya que quería explorar una relación larga y comprometida;  Después de 27 años de matrimonio, comprendió que "hay un tipo diferente de amor" en las relaciones a largo plazo.  Mazin sintió que la inexperiencia de Offerman interpretando a hombres homosexuales le sumaba valor al papel, ya que Bill es igualmente inexperto en explorar su sexualidad.  Offerman consideró que el papel era importante porque esperaba que la representación ayudara a "derribar [los] muros" de los estereotipos de género. En la escena de sexo, Offerman encontró que la incomodidad de Bill era "fácil de canalizar" debido a que los miembros del equipo estaban mirando en el set.

### Música

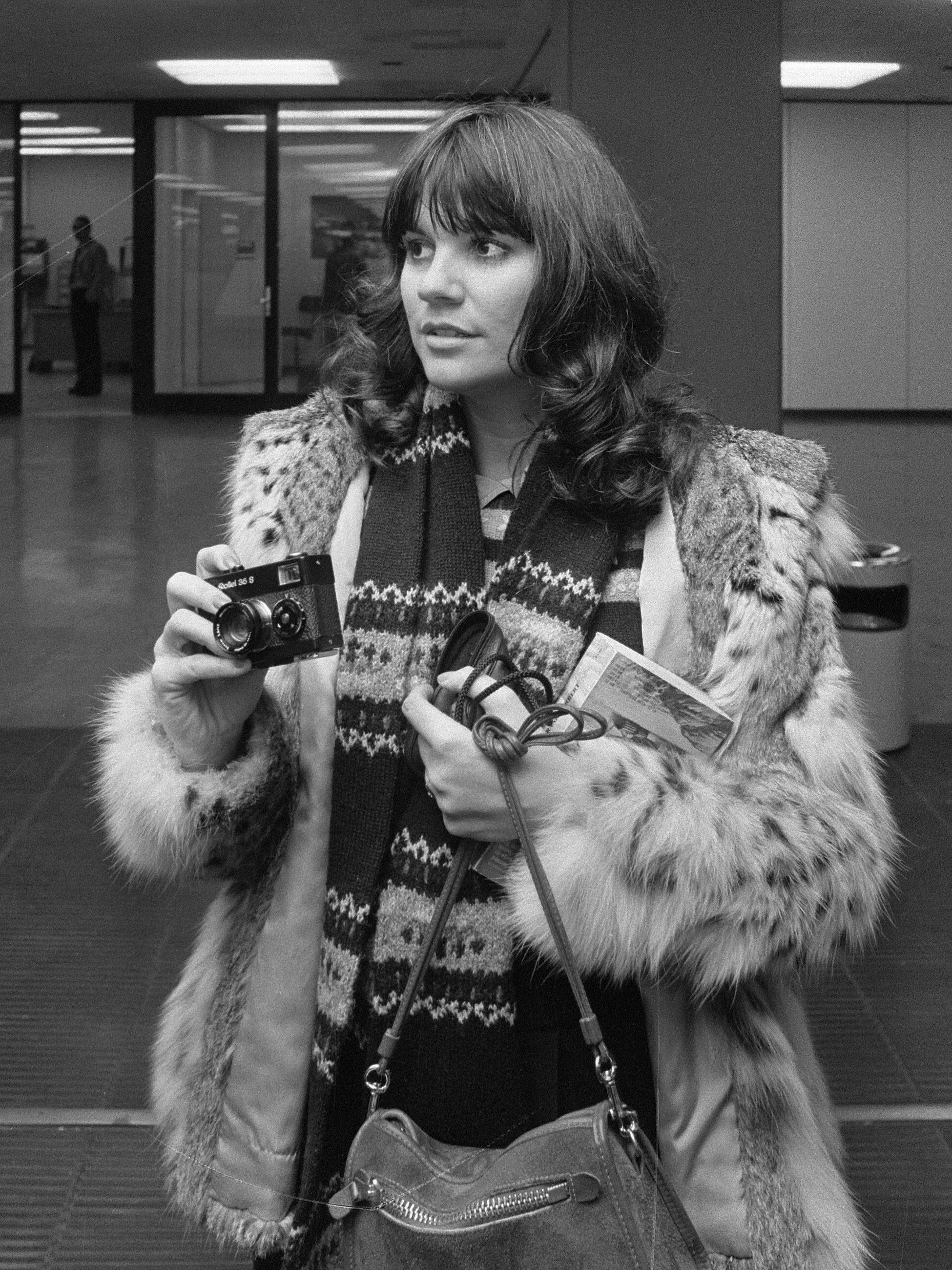
La canción de Linda Ronstadt "Long Long Time" aparece mucho en el episodio, ya que representa el amor no cumplido y no reconocido.

Mazin quería que Bill y Frank se conectaran inicialmente a través de una canción sobre el dolor de la soledad  y "hacer las paces con el hecho de que siempre estarás solo". En su lucha por encontrar una canción, habló con su amigo Seth Rudetsky en febrero de 2021 y le pidió una melodía para un espectáculo como "I Miss the Music" del musical Curtains (2006). Rudetsky sugirió "Her Face" de Carnaval! (1961), que Mazin consideró "perfecta". Después de descubrir que el escenario involucraba a un hombre encerrado en el armario cantándole a un hombre abiertamente gay, Rudetsky sugirió "Long Long Time" de Linda Ronstadt, escrita por Gary White; sintió que la letra representaba la falta de reconocimiento del amor de uno. Rudetsky recibió un crédito de consultoría para el episodio. La canción exhibe temas de amor insatisfecho y cómo el tiempo cura las heridas. El momento con Frank al piano marca el comienzo de un cambio profundo para Bill, quien se encuentra en una inesperada relación amorosa de largo plazo que eventualmente lo ve preocuparse por otra persona.
En la hora posterior a la emisión del episodio, la canción de Ronstadt experimentó un aumento del 4900 por ciento en reproducciones en Spotify en los Estados Unidos con respecto a la semana anterior; los medios la compararon con el resurgimiento en 2022 de "Running Up That Hill" de Kate Bush después de su uso en la cuarta temporada de Stranger Things. Según Luminate, del 28 al 30 de enero, las reproducciones diarias de la canción en Estados Unidos aumentaron de menos de 8.000 a casi 149.000, un aumento del 1.776 por ciento, y las ventas diarias aumentaron a más de 1.500, un aumento del 13.782 por ciento.  Por primera vez, la canción encabezó tres listas de Billboard en la semana anterior al 11 de febrero: Rock Digital Song Sales desde 6.000 descargas (un aumento del 11.181 por ciento) en los Estados Unidos; LyricFind US, desde un aumento del 3.013 por ciento en la búsqueda y uso de letras; y LyricFind Global, un aumento del 2.047 por ciento. Ocupó el sexto lugar en la lista Hot Trending Songs, y el quinto en la lista Top TV Songs de enero. Ronstadt, quien vendió los derechos de su música en 2021, dijo: "Todavía me encanta la canción y estoy muy feliz de que Gary reciba una ganancia inesperada".
Los montajes del episodio utilizan "I'm Coming Home to Stay" de Fleetwood Mac y "White Room" de Cream. La escena final de Bill y Frank presenta una pieza instrumental de Max Richter, "On the Nature of Daylight".  Hoar había intentado utilizar la pieza en It's a Sin (2021) pero fue eliminada. Lo usó como música temporal para el episodio y HBO aprobó la licencia; Bolter había asumido que sería reemplazado durante la edición, particularmente debido a la tarifa de licencia, pero estaba "muy conmovido y encantado" por su inclusión.   Richter respondió interpretando la pieza al piano en un video de TikTok, que dedicó a Bill y Frank. "On the Nature of Daylight" ocupó el décimo lugar en la lista Top TV Songs de Billboard de enero. 

### Rodaje
"Long, Long Time" se filmó en septiembre de 2021;  la preparación y la filmación tomaron alrededor de 20 días cada una.  Algunas secuencias más grandes se filmaron aproximadamente en orden.  Eben Bolter trabajó como director de fotografía.  La escena de apertura de Joel en el río se filmó en Banff, Alberta; el equipo de producción discutió la posibilidad de eliminar digitalmente las montañas del fondo para parecerse mejor a la topografía del Gran Boston, pero finalmente se incluyeron. Bolter quería que las tomas iniciales parecieran una "sensación de madrugada cuando el sol está a punto de salir".  Las siguientes escenas con Joel y Ellie fueron filmadas en Sheep River Falls;  Bolter tenía grandes luces en su lugar en caso de que las nubes cubrieran el sol.  Las secuencias de caminata se filmaron en el Área de Conservación Ann & Sandy Cross, en un puente de piedra en Fish Creek Park y en Priddis General Store cerca de la autopista 22 de Alberta. Algunas de las primeras escenas de montaje de Bill se filmaron en una planta de gas en Mazeppa y en la tienda cerrada Lowe's Home Improvement en Shawnessy, en representación de The Home Depot.
La ciudad de Lincoln de Bill fue recreada en la antigua zona de Beachwood de High River, que fue abandonada después de las inundaciones de Alberta de 2013.  El 12 de julio, el consejo municipal de High River aprobó la solicitud del equipo de producción de filmar en Beachwood entre el 12 de julio y el 31 de octubre;  a cambio, la producción pagó CA$100 000 a la ciudad de High River para financiación comunitaria, que finalmente se dividió entre High River Bike Park Society (80 por ciento) y Spitzee School (20 por ciento). El equipo de producción eliminó tres árboles de la zona, por lo que reembolsó a la ciudad CA$15,000 adicionales.  El diseñador de producción John Paino y su equipo construyeron la ciudad de Lincoln en aproximadamente seis a doce semanas; se transportaron plantas desde Vancouver para replicar el follaje de Lincoln, que se expandió para demostrar el paso del tiempo.  Los edificios carecían de techos, por lo que el departamento de efectos visuales tuvo que añadirlos en cada toma.  La escena del campo de fresas fue filmada en los últimos momentos de luz disponible durante el día; Hoar lo consideró entre sus momentos favoritos "porque es tan natural y tan real".  La escena del piano se filmó con tres cámaras (cámaras separadas para Offerman y Bartlett, y una cámara móvil para moverse entre ellos), ya que Mazin quería que se grabara como una actuación en vivo. 
La mayoría de los interiores se construyeron en un estudio de sonido, incluida la casa y el búnker de Bill.  La sala del frente de la casa de Bill existía tanto en el estudio como en el lugar de rodaje; la última versión se utilizó para permitir que la cámara se moviera del interior al exterior durante una secuencia de acción. Hoar utilizó una iluminación mínima para la escena de acción, limitada a fuego y relámpagos ocasionales.  Mazin ayudó a dirigir la escena, filmando primeros planos adicionales.  Paino consideró que la familia de Bill probablemente estaba entre los "primeros colonos" de la ciudad, como lo demostraba la ubicación central de su casa, y por lo tanto contenía artefactos antiguos.  Bolter, un fanático de los juegos, le presentó a Mazin la toma final de la ventana como un tributo a la pantalla de título del primer juego; la esquina del interior del dormitorio se construyó sobre una plataforma para permitir que la toma de la grúa se moviera desde afuera hacia adentro.  Dijo que "tuvieron que luchar por esa toma".  La última escena filmada fue la de Bill y Frank en su dormitorio en su último día.  La fotografía principal concluyó el 5 de octubre de 2021. 

## Recepción

### Transmisión y audiencia
El episodio se emitió en HBO el 29 de enero de 2023. Annie Wersching, quien interpretó a Tess en el videojuego, murió el mismo día;  el episodio fue alterado varios días después para agregar una dedicatoria. El episodio tuvo 6.4 millones de espectadores en Estados Unidos en su primera noche, incluidos los espectadores lineales y los streams en HBO Max, un aumento del 12 por ciento con respecto a semana anterior y del 37 por ciento con respecto al estreno.  En televisión lineal, tuvo 747.000 espectadores en su primera noche, con un share de rating de 0,21.

### Respuesta crítica
En el agregador de reseñas Rotten Tomatoes, "Long, Long Time" tiene un índice de aprobación del 98 por ciento basado en 50 reseñas, con una calificación promedio de 9.9/10. El consenso crítico del sitio web dijo que el episodio "profundiza enormemente" la historia del programa, "bellamente interpretada" por Offerman y Bartlett. Los críticos consideraron abrumadoramente que el episodio fue el mejor de la temporada,  y algunos lo nombraron entre los mejores episodios de televisión de los últimos años; Rolling Stone lo clasificó como el 50.º mejor episodio de televisión en septiembre de 2024, y Chris Cruz lo llamó "una visión poco común de un apocalipsis que es más que pornografía de miseria".  Daniel Fienberg, de The Hollywood Reporter, comentó que esto elevó la serie a un nuevo nivel.  John Nugent, de Empire, lo calificó como "una de las mejores horas de televisión en la memoria reciente", y Andy Welch, de The Guardian, lo llamó "televisión absolutamente mágica". Brian Lowry de CNN escribió que la toma final "representó el cierre perfecto de una hora de televisión casi perfecta".  Algunos críticos compararon la historia de Bill y Frank con la secuencia de apertura de Up (2009) por su capacidad de contar una historia conmovedora y desgarradora en un tiempo limitado.
Las actuaciones de Offerman y Bartlett fueron muy elogiadas;  William Goodman de Complex las describió como "las mejores de su carrera"  y Kat Moon de TV Guide las consideró merecedoras de nominaciones al Emmy, pero sintió que la actuación de Offerman "exige atención especial". Respecto del nuevo papel de Bill, Welch, de The Guardian, escribió: "ahora es difícil imaginar a alguien que no sea Offerman en ese papel". Los críticos elogiaron la capacidad de Offerman para retratar el lado más amable de Bill y la actitud entusiasta y carismática de Bartlett como Frank;    TVLine los nombró los Artistas de la Semana. Bernard Boo, de Den of Geek, escribió que "su actuación como pareja es perfecta", y Keith Phipps, de Vulture, elogió su capacidad para transmitir emociones sin diálogo. Por el contrario, Jackson McHenry de Vulture encontró que Offerman y Bartlett estaban "estancados en papeles acartonados que representaban dinámicas sensibleras". Las actuaciones de Pedro Pascal y Bella Ramsey como Joel y Ellie fueron bien recibidas.
David Cote de AV Club, elogió la escritura de Mazin por su humor y su corazón sin ser cursi de manera evidente. Aaron Bayne de Push Square aplaudió la decisión de contar una historia diferente a la del juego; Belen Edwards de Mashable sintió que la belleza del episodio hubiera sido imposible de otra manera.  Victoria Ritvo de Slate elogió la conexión con la historia más amplia sin dejar de ser en gran medida autónoma. Simon Cardy de IGN calificó el último día de Bill y Frank como "notablemente conmovedor de principio a fin";  Boo de Den of Geek dijo que fue "abrumador de ver", una hazaña impresionante considerando el tiempo limitado con los personajes.  Vicky Jessop, de Evening Standard, consideró que, aunque hermoso y conmovedor, el episodio carecía de explicación para los espectadores no familiarizados con el videojuego. McHenry de Vulture, escribió que "intenta con tanto esfuerzo imitar lo que pensamos de la televisión de prestigio que se olvida de decir algo en absoluto". Steve Greene de IndieWire elogió la dirección física de Hoar y el diseño de producción de Paino,  y Bradley Russell de Total Film elogió la capacidad de Hoar para elevar pequeños momentos a la importancia, citando la escena del huerto de fresas. Después del episodio, el director de cine Steven Spielberg envió un correo electrónico a Mazin, quien lo compartió con Hoar, Offerman, Bartlett y Bolter.
Adam Starkey de Radio Times consideró que la representación de una relación homosexual madura establecía un punto de referencia para el medio;  J. Bryan Lowder de Slate reconoció la importancia de presentar a una pareja homosexual como modelo a seguir en medio del creciente sentimiento anti-LGBT de que la "ideología de género" y la desviación sexual se están utilizando para reclutar niños.  Kenneth Shepard de Kotaku apreció los vínculos de la relación con la historia LGBTQ+ anterior al apocalipsis que, como ilustran otros personajes y relaciones de la franquicia, ya no eran de conocimiento común. Riley MacLeod, de The Washington Post, pensó que la película sufría de tropos como la enfermedad de Frank y el aislamiento de la pareja, aunque reconoció que estos se debían en parte al apocalipsis más que a su sexualidad.  El episodio fue objeto de un bombardeo de críticas en IMDb y Metacritic, que los periodistas atribuyeron en gran medida a la homofobia.

### Reconocimientos
En la 75.ª edición de los premios Primetime Emmy, Offerman ganó el premio al mejor actor invitado en una serie dramática,  por el que Bartlett también fue nominado.  Offerman ganó el premio al Mejor Actor Invitado en una Serie Dramática en los 1.º Premios Astra Creative Arts TV  y el premio a la Mejor Actuación de Reparto en una Nueva Serie con Guion en los 39.º Premios Independent Spirit;  Bartlett fue nominado para ambos premios.   Offerman fue nominado a Mejor papel invitado en televisión en los 51.º Premios Saturn,  y Bartlett a Mejor papel de reparto en una serie en los 28.º Premios Satellite.  La interpretación al piano de Offerman fue nominada a Mejor interpretación musical de televisión en los Premios Dorian,  y a Mejor momento musical en los MTV Movie & TV Awards de 2023.
En los premios Emmy, el episodio fue nominado a Maquillaje contemporáneo (sin prótesis) y Peluquería contemporánea y a Mazin, Hoar y Gustavo Santaolalla a Guion destacado, Dirección destacada y Composición musical destacada, respectivamente.  Hoar ganó el premio a la dirección destacada en los 76.º premios del Sindicato de Directores de Estados Unidos  y Good ganó el premio a la mejor serie dramática editada en los premios American Cinema Editors Awards de 2024, mientras que Michael J. Benavente y Joe Schiff fueron nominados a logros destacados en edición de sonido en los premios Golden Reel Awards de 2023  y Mazin a mejor guion adaptado para televisión en los premios USC Scripter Awards. El episodio ganó el premio a la Mejor Presentación Dramática, Formato Corto en los Premios Hugo de 2024. 